# Destinatario
Si dice destinatario la persona a cui è inviato un messaggio, in particolare una lettera. Ne è sinonimo ricevente: chi riceve il messaggio.
La parola è legata a destinazione e a destino, sia per indicare che al messaggio è connaturata una volontà, sia per significare che questa volontà deve compiersi grazie a certe condizioni favorevoli, viste in chiave fatalistica.

## Destinatario postale
Il destinatario viene indicato dal mittente con un indirizzo, che può essere scritto sulla busta o nell'intestazione.
Nella pratica delle poste, il ritorno della corrispondenza può essere dovuto a un destinatario sconosciuto, assente, trasferito, partito o che rifiuta l'oggetto.

## Scienze sociali
Nella microsociologia e nella psicologia del linguaggio, il ricevente è la persona che decodifica e interpreta l'informazione (posta in un contesto), la colloca nella propria mappa mentale, le attribuisce un senso e decide come comportarsi in seguito. Del ruolo del ricevente si occupa in particolar modo la programmazione neuro linguistica, che si sofferma sui filtri soggettivi (porte di percezione) che lo guidano.
Conoscere quanto meglio possibile il destinatario è utile per una comunicazione efficace.